# Olympia Park
Olympia Park (in afrikaans Olympia-park) è un impianto sportivo polivalente sudafricano di Rustenburg, nella Provincia del Nordovest.
Inaugurato nel 1990, fu sede di tre incontri della Coppa del Mondo di rugby 1995 e, in seguito, ha trovato utilizzo anche come impianto per il calcio e nell'atletica leggera.
Può ospitare circa 30000 spettatori ed è di proprietà comunale.

## Storia
Nonostante la sua storia relativamente breve, essendo stato inaugurato nel 1990, Olympia Park è lo stadio più vecchio di Rustenburg; all'epoca della Coppa del Mondo 1995 era il più giovane degli impianti designati a ospitarne incontri e vide di scena Francia, Scozia, Tonga e Costa d'Avorio, squadra quest'ultima che catturò le simpatie dei locali, i quali la adottarono non avendo essa molta tifoseria al suo seguito.
Singolarmente, benché avesse ospitato tre incontri internazionali ufficiali, a Olympia Park non giocò mai il Sudafrica che nel 2006, in occasione del suo primo incontro a Rustenburg, scese in campo nel concittadino Royal Bafokeng per battere 21-20 la Nuova Zelanda nel corso del Tri Nations di quell'anno.
Quando al Sudafrica fu affidata l'organizzazione del campionato mondiale di calcio 2010, benché la sede degli incontri di Rustenburg fosse il citato Royal Bafokeng, Olympia Park fu usato come campo d'allenamento delle nazionali ospitate nella regione.

## Incontri internazionali di rilievo

### Rugby a 15
| Arbitro: | Felise Vito |

|  |      | |
|  | mt   | 9’, 29’, 35’, 73’ G. Hastings 37’, 68’ Walton 47’, 51’ Logan 49’ Chalmers 60’ Stanger 62’ Burnell 71’ Wright 80’ Shiel |
|  | tr   | 30’, 35’, 37’, 47’, 49’, 51’, 62’, 68’, 80’ G. Hastings                                                                |
|  | c.p. | 13’, 22’ G. Hastings                                                                                                   |

| Arbitro: | Moon Soo Han |

|                                                                                                  |      |                        |
| Lacroix 2’, 68’ Benazzi 25’ Accoceberry 32’ Viars 40’ Téchoueyres 51’ Costes 60’ Saint-André 72’ | mt   | 65’ Camara 76’ Soulama |
| Lacroix 25’, 51’, 60’, 68’                                                                       | tr   | 65’ Kouassi            |
| Lacroix 7’, 17’                                                                                  | c.p. | 37’, 54’ Kouassi       |

| Arbitro: | Don Reordan |

|               |      |                                                 |
| Okou 73’      | mt   | 22’ tecnica 27’ Latufeku 38’ Otai 54’ Tuipulotu |
|               | tr   | 22’, 27’, 38’ Tuipulotu                         |
| Dali 47’, 52’ | c.p. | 11’ Tuipulotu                                   |